# Goldene Kamera 1973
Die Verleihung der Goldenen Kamera 1973 fand am 18. Januar 1974 im Hotel Vier Jahreszeiten in Hamburg statt. Es war die 9. Verleihung dieser Auszeichnung. Das Publikum wurde durch Hans Bluhm, den Chefredakteur der Programmzeitschrift Hörzu (damals noch Hör zu), begrüßt, der auch die Verleihung der Preise sowie die Moderation übernahm. An der Veranstaltung nahmen etwa 100 Gäste teil. Sendeberichte der Verleihung waren in der ARD und beim ZDF zu sehen. Die Leser wählten in der Kategorie Beste Fernsehfrau ihre Favoritin.

## Preisträger

### Schauspieler
- Peter Ustinov – Notenwechsel

### Schauspielerin
- Rosemarie Fendel – Im Reservat und Trotta

### Beste Autorin
- Ruprecht Essberger – Ehen vor Gericht
- Sina Walden – Ehen vor Gericht

### Beste Kamera
- Igor Luther – Inferno und Ein unheimlich starker Abgang

### Beste Fernsehfrau
- Julia Dingwort-Nusseck (Wirtschafts-Expertin) (Hör zu-Leserwahl)

### Beste Lesung
- Martin Benrath – Scheinwerfer durch die Nacht

### Bester Politischer Journalist und Kommentator
- Friedrich Nowottny

### Beste Regie
- Peter Beauvais – Im Reservat

## Weblink
- Goldene Kamera 1974 – 9. Verleihung